# جون ك. روبنسون
جون ك. روبنسون (بالإنجليزية: John C. Robinson)‏ هو ضابط وسياسي أمريكي، ولد في 10 أبريل 1817 في بينغامتون في الولايات المتحدة، وتوفي في 18 فبراير 1897 في نيويورك في الولايات المتحدة. حزبياً، نشط في الحزب الجمهوري.